# Un poliziotto e mezzo - Nuova recluta
Un poliziotto e mezzo - Nuova recluta (Cop and a Half: New Recruit) è un film del 2017 diretto da Jonathan A. Rosenbaum. Il film è un remake, di Un piedipiatti e mezzo del 1993 diretto da Henry Winkler

## Trama
Una bambina dodicenne è testimone di vari delitti e omicidi; si ritrova a collaborare con l'aspirante tenente detective Simmons, un quarantenne gentile ma a volte scorbutico.